# 4Y busz (Zalaegerszeg)
A zalaegerszegi 4Y jelzésű autóbusz a Vasútállomás és Botfa között közlekedik Zalabesenyő érintésével. A vonalat a Volánbusz üzemelteti.

## Útvonala
| Botfa felé | Vasútállomás felé |
| --- | --- |
| Vasútállomás vá. – Zrínyi Miklós utca – Posta utca – Szövetkezet utca – Besenyő utca – Esze Tamás utca – Szövetkezet utca – Posta utca – Botfai bekötőút – Várberki utca – Botfa utca – Rózsás utca – Botfa, Rózsás utca vá. | Botfa, Rózsás utca vá. – Rózsás utca – Botfa utca – Várberki utca – Botfai bekötőút – Posta utca – Szövetkezet utca – Besenyő utca – Esze Tamás utca – Szövetkezet utca – Posta utca – Zrínyi Miklós utca – Vasútállomás vá. |

## Megállóhelyei
| 0  | Vasútállomás végállomás                      | 20 | 1, 1U, 1Y, 3, 3Y, 4, 4A, 4E, 4U, 5U, 9U, 10, 10Y, 11, 11A, 11Y, 41, C2, C4 Zalaegerszeg |
| 2  | Bartók Béla utca - Zrínyi utca               | 19 | 4, 4A, 4E, 4U, 41, 44, C4                                                               |
| 3  | TÜZÉP                                        | 18 | 4, 4A, 41, 44, 48, C4                                                                   |
| 4  | MOL Nyrt. bejárati út                        | 17 | 4, 4A, 41, 44, 48, C4                                                                   |
| 5  | Volán-telep                                  | 16 | 4, 4A, 4E, 4U, 41, 44, 48, C4                                                           |
| 6  | Flex A                                       | 15 | 4, 4A, 4E, 4U, 41, 44, 48, C4                                                           |
| 7  | Zalabesenyő elágazó                          | 14 | 4, 4A, 4E, 4U, 41, 44, 48, C4                                                           |
| ∫  | Zalabesenyő, Esze utca - Csörge utca         | 13 | 4A, 4E, 4U                                                                              |
| ∫  | Zalabesenyő, Esze utca - Cseresnyésszeri     | 12 | 4A, 4E, 4U                                                                              |
| ∫  | Zalabesenyő, Esze utca - Besenyő utca        | 11 | 4A, 4E, 4U                                                                              |
| ∫  | Zalabesenyő iskola                           | 10 | 4A, 4E, 4U                                                                              |
| 8  | Zalabesenyő, bolt                            | 9  | 4A, 4E, 4U                                                                              |
| 9  | Zalabesenyő iskola                           | ∫  | 4A, 4E, 4U                                                                              |
| 10 | Zalabesenyő, Esze utca - Besenyő utca        | ∫  | 4A, 4E, 4U                                                                              |
| 11 | Zalabesenyő, Esze utca - Cseresnyésszeri     | ∫  | 4A, 4E, 4U                                                                              |
| 12 | Zalabesenyő, Esze utca - Csörge utca         | ∫  | 4A, 4E, 4U                                                                              |
| 13 | Zalabesenyő elágazó                          | 8  | 4, 4A, 4E, 4U, 41, 44, 48, C4                                                           |
| 14 | Flex B                                       | 7  | 4, 4U, 41, 44, 48, C4                                                                   |
| 15 | Botfa, Speciális Fiúnevelő Intézet           | 6  | 4, 4U, 41, C4                                                                           |
| 17 | Botfa, Botfa utca                            | 4  | 4, 4U, 41, C4                                                                           |
| 18 | Botfa, autóbusz-forduló vonalközi végállomás | 2  | 4, 4U, 41, C4                                                                           |
| 19 | Botfa, Botfa utca - Rózsás utca              | 1  | 4, 4U, 41, C4                                                                           |
| 20 | Botfa, Rózsás utca végállomás                | 0  | 4, 4U, 41, C4                                                                           |